# Hushållningssällskap
För mer information om hushållningssällskap i Finland, se Finska hushållningssällskapet.
Hushållningssällskapet är samlingsnamnet för regionalt baserade, fristående och kunskapsinriktade organisationer som arbetar för utveckling av landsbygden. Organisationerna är en del av den så kallade tredje sektorn i gränslandet mellan privat och offentlig sektor. År 2022 fanns det 15 hushållningssällskap i Sverige.
Hushållningssällskapen utgår från att vårda och utveckla landsbygden och dess värden. Främst görs detta genom att hushållningssällskapen utvecklar och förmedlar kunskaper till lantbrukare och andra företagare på landsbygden samt till deras avnämare. Hushållningssällskapen i Sverige har sammanlagt 800 medarbetare och bedriver verksamhet i hela landet, ofta i nära samverkan med offentliga sektorn, men också direkt till den enskilda företagaren. Hushållningssällskapen anlitas av såväl landsbygdsföretagare som offentliga myndigheter.
Hushållningssällskapen arbetar med lantbruk, livsmedelshantering och miljöfrågor. De ägnar sig åt bland annat ekologisk certifiering, forskning och naturbruksgymnasier.

## Historik
Hushållningssällskapen grundar sig i 1700-talets ökade intresse för förbättringar inom jordbruksnäringens och ledde till flera försök att skapa organisationer för jordbrukets främjande. Redan i 1725 års ekonomikommission föreslog tillsättandet av ombud i socknarna, vilka skulle verka för jordbrukets utveckling, och denna tanke upptogs i ett kungligt brev 1742, där även skapandet länsorganisationer förordades. Även om flera sådana inrättades, fick de mindre betydelse än väntat, och deras verksamhet upphörde snart.
År 1769 instiftades Patriotiska sällskapet, som blev ett slags hushållningssällskap för hela riket. Tanken på hushållningssällskap inom de olika länen förverkligades under slutet av 1700- och början av 1800-talet. Först ut var Gotlands län 1791, följt av Åbo läns hushållningssällskap 1797, Värmlands och Örebro län 1803, Västernorrlands 1805, Skaraborgs 1807, Hallands och Kalmar län 1811, Älvsborgs 1812 och Kristianstads 1813. En allmän plan för hushållssällskapens organisationer utarbetades av den 1811 bildade Svenska lantbruksakademien och vann Kunglig Majestäts godkännande 1813, varefter hushållningssällskap snabbt bildades i Kronobergs, Östergötlands, Malmöhus, Västmanlands, Jönköpings, Göteborgs- och Bohus, Uppsala, Blekinge, Västerbottens och Norrbottens län. Jämtlands län erhöll hushållningssällskap 1817 och Stockholms län 1847. Kopparbergs län var sist ut att bilda hushållningssällskap 1850. I Norrbottens län upplöstes hushållningssällskapet 1824, men det återupprättades 1850.
Genom delning av hushållningssällskapen i Älvsborgs och Kalmar län blev sällskapens antal 26. Hushållningssällskapens verksamhet var till en början starkt begränsad på grund av deras små ekonomiska medel. År 1855 erhöll dock sällskapen en femtedel av brännvinsförsäljningsmedlen, vilket gjorde deras ställning tryggad. Visserligen nedsattes andelen 1885 till en tiondedel, men fram till 1913 erhöll sällskapen betydande belopp, och det året erhöll de vanliga statsanslag. År 1869 infördes riksomfattande ombudsmöten, lantbruksriksdagar, vilka 1908 blev årliga. Till en början lydde hushållningssällskapen under Lantbruksakademien, men lades 1889 under Lantbruksstyrelsen.
Sedan år 1850 finns det hushållningssällskap i alla län i Sverige. De förvaltade också tidigare huvuddelen av statens egnahemslån.